# Pepila piceoscutellata
Pepila piceoscutellata là một loài bọ cánh cứng trong họ Chrysomelidae. Loài này được Biondi & D'Alessandro miêu tả khoa học năm 2004.